# Milonice, Blansko
Milonice là một làng thuộc huyện Blansko, vùng Jihomoravský, Cộng hòa Séc.